# Lennartsfors
Lennartsfors is een plaats in de gemeente Årjäng in het landschap Värmland en de provincie Värmlands län in Zweden. De plaats heeft 169 inwoners (2005) en een oppervlakte van 119 hectare. In de plaats ligt een ijzerfabriek, deze ijzerfabriek ligt bij de sluis, die de meren Foxen en Lelång met elkaar verbindt.